# Rzeź w Glencoe

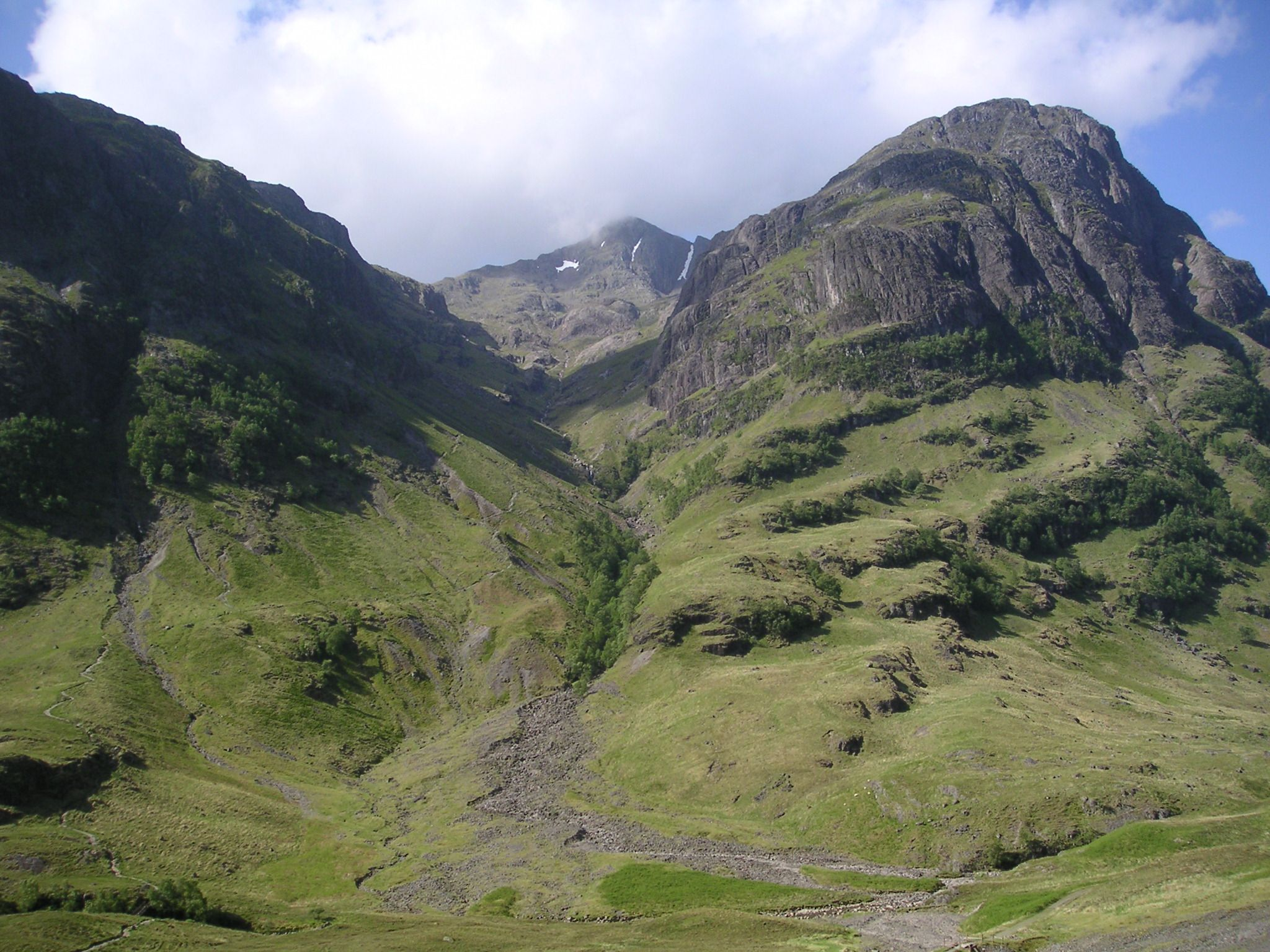
Dolina Glencoe

Rzeź w Glencoe – wydarzenie z 13 lutego 1692, kiedy w dolinie Glen Coe, w regionie Strathclyde, położonej na wyżynach Szkocji, od 38 do ponad 70 (według różnych źródeł) mieszkańców wioski Glencoe, głównie członków klanu MacDonald (w tym kobiet i dzieci), zostało zabitych przez żołnierzy króla angielskiego Wilhelma III, należących głównie do klanu Campbell. MacDonaldowie, jak większość klanów góralskich, wspierali bunt jakobitów (popierali króla Jakuba II) i nie chcieli uznać króla Wilhelma i jego żony Marii II.
Po nieudanej próbie zyskania przychylności jakobickich wodzów klanów góralskich przy pomocy przekupstwa, rząd w Edynburgu, złożony ze stronników Wilhelma III, wydał ultimatum głoszące, iż kto nie złoży do końca roku 1691 przysięgi na wierność nowemu królowi, będzie traktowany jak zdrajca.
Wierni byłemu monarsze wodzowie klanów wobec klęski militarnej Jakuba VII z ociąganiem jeden po drugim składali przysięgi. Najdłużej zwlekał Alastair MacIan, naczelnik MacDonaldów z Glencoe, małej gałęzi klanu MacDonaldów. Jego opieszałość wynikała nie tylko z wierności królowi Jakubowi, ale i z obawy przed stojącymi po stronie nowego monarchy Campbellami, tradycyjnymi wrogami MacDonaldów, otaczającymi zewsząd jego ziemie.
Ostatniego dnia, 31 grudnia 1691, MacIan przybył do najbliższego garnizonu w Fort William, aby złożyć przysięgę na ręce komendanta. Okazało się, że oficer nie posiadał uprawnień do przyjęcia przysięgi i powinna ona być złożona na ręce szeryfa hrabstwa Argyll w Inveraray.
Z powodu odległości i srogiej zimy MacIan dopiero 6 stycznia 1692 stanął przed szeryfem hrabstwa, sir Colinem Campbellem, który – uwzględniając okoliczności, potwierdzone listem od komendanta Fort William – przyjął przysięgę.
Jednak przywódcy klanu Campbellów, książę Argyll i hrabia Breadalbane przebywający na dworze w Londynie, wraz z członkiem rady królewskiej Johnem Dalrymple zataili przed królem fakt złożenia przysięgi przez MacIana i podsunęli mu do podpisu rozkaz do naczelnego dowódcy wojsk w Szkocji, nakazujący eksterminację MacDonaldów z Glencoe.

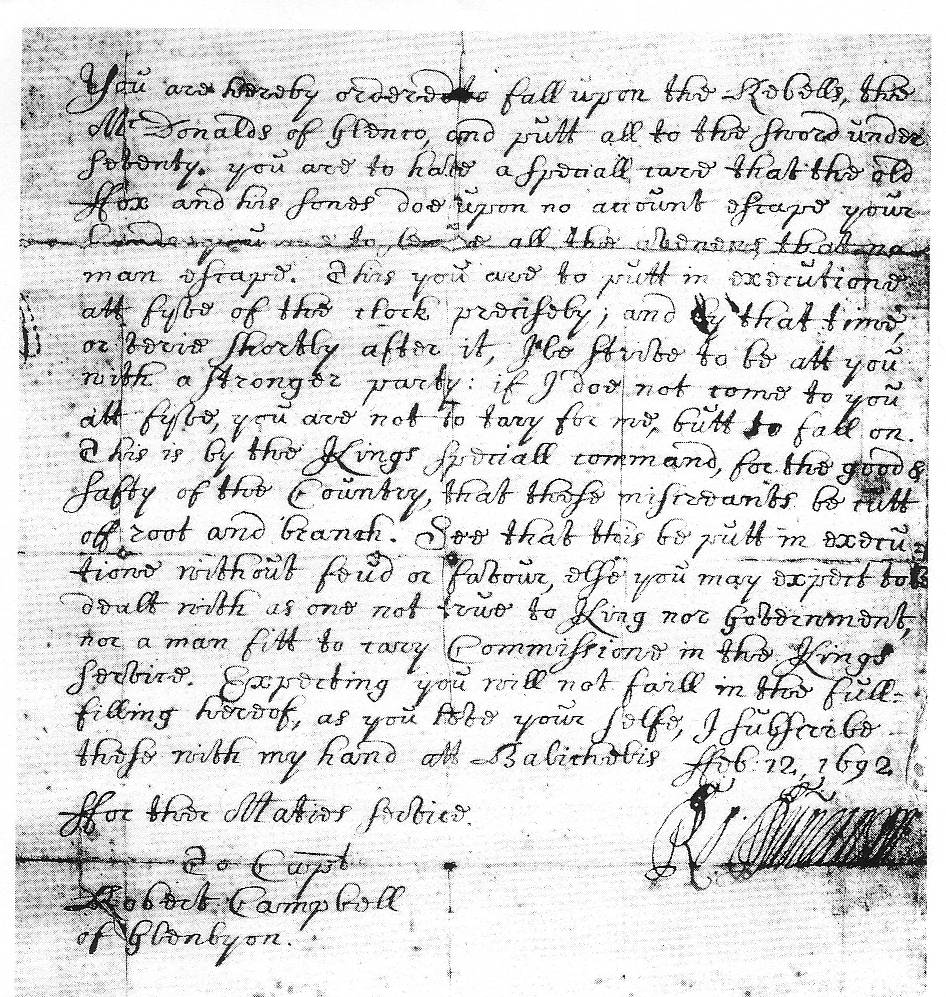
Rozkaz dokonania masakry wysłany przez majora Roberta Duncansona do kapitana Roberta Campbella z Glenlyon

1 lutego 1692 przybyła do Glencoe 2. kompania Pułku Piechoty Hrabstwa Argyll pod dowództwem kpt. Roberta Campbella. Podając jako pretekst przybycia wizytę u swej bratanicy, żony syna MacIana, kpt Campbell i jego żołnierze przez 12 dni korzystali z gościnności MacDonaldów. W międzyczasie inne oddziały miały zamknąć drogi ucieczki z doliny.
13 lutego rano żołnierze rozpoczęli masakrę zaskoczonych gospodarzy. Najprawdopodobniej zginęło 37 osób, w tym wódz klanu, dwie kobiety i dwoje dzieci, a wieś została spalona. Większość mieszkańców Glencoe zdołała uciec w góry, gdzie z głodu i mrozu zginęło ok. 40 osób, w większości kobiet i dzieci.
Wieść o zbrodni obiegła szybko góry Szkocji, a dzięki jakobickim pamfletom także całą Europę.
Rządy w Londynie i Edynburgu starały się bezskutecznie zatuszować sprawę. Zaprzeczono osobistemu rozkazowi króla nakazującemu masakrę, a całą winą obarczono Johna Dalrymple. Jedyną konsekwencją, jaką poniósł, była krótkotrwała utrata stanowiska członka rady. Robert Campbell otrzymał po tygodniu od masakry awans na majora.
George R.R. Martin wymienił rzeź w Glencoe jako jedną z inspiracji dla napisania wątku Krwawych Godów w książce Nawałnica mieczy.

## Literatura
- Stanisław Grzybowski: Pretendenci i górale. Z dziejów unii szkocko-angielskiej. Wydawn. Wiedza Powszechna, Warszawa 1971